# WORST CRIME〜About a rock star who was a swindler〜/Blind To My Heart
『WORST CRIME 〜About a rock star who was a swindler〜/Blind To My Heart』（ワースト・クライム 〜アバウト・ア・ロック・スター・フー・ワズ・ア・スウィンダラー〜/ブラインド・トゥー・マイ・ハート）はWANDSの11thシングル。
WANDS初の両A面シングルとなっている。公式サイトでも「WORST CRIME〜About a rock star who was a swindler〜/Blind To My Heart」と紹介されているが、「Blind To My Heart」は「WORST CRIME 〜About a rock star who was a swindler〜」とは対照的にA面曲でありながらアルバム未収録となっている。

## 概要
上杉昇・柴崎浩在籍最後のシングル。脱退後の上杉のインタビューによると、次のシングル候補曲も存在したという。しかし、当時のプロデューサーが持ってきた曲は元のポップ路線で、これを受け上杉は「WANDSにはもういられないと感じた」と語っている。
前作「Same Side」同様メンバーだけによる作詞・作曲・編曲となった。「WORST CRIME 〜About a rock star who was a swindler〜」はカップリング曲、アルバム曲で多くの作曲を手掛けていた柴崎がシングルとしては初めて単独で作曲した楽曲であり、「Blind To My Heart」は上杉がシングルとしては初めて単独で作曲した楽曲。
この作品の後、WANDSは『PIECE OF MY SOUL』以来のオリジナルアルバムを制作していたが、マネジメントサイドと上杉の志向が衝突して上杉が脱退、次いで「上杉のいないWANDSには興味がない」として柴崎も脱退した。そしてただ一人残った木村は新メンバーを集め、第3期WANDSを結成する。

## ミュージックビデオ
「WORST CRIME 〜About a rock star who was a swindler〜」のビデオ・クリップは、過去のライブ映像を組み合わせたものがテレビから流れている様子を映しているもので、メンバーが当該曲を演奏するシーンが入っていないバージョンと、メンバーがオープニングから1コーラス目までを真っ黒の背景の中演奏しているバージョンの2つ制作されているが（どちらもショートPV）、商品化やMusingでのネット配信は実現していなかったが、2012年8月8日に発売された「WANDS BEST LIVE & CLIPS」にて、『No.』で放送された長さであるが収録され、視聴可能になった。

## 収録曲
| 全作詞: 上杉昇、全編曲: 柴崎浩。 |                                                          |           |        |      |
| #                                | タイトル                                                 | 作詞      | 作曲   | 時間 |
| 1.                               | 「WORST CRIME 〜About a rock star who was a swindler〜」 | 上杉昇    | 柴崎浩 | 4:05 |
| 2.                               | 「Blind To My Heart」                                    | 上杉昇    | 上杉昇 | 4:21 |
| 合計時間:                        | 合計時間:                                                | 合計時間: | 8:26   |      |

## 楽曲解説
1. WORST CRIME 〜About a rock star who was a swindler〜
  - TBS系『COUNT DOWN TV』のオープニングテーマ[注 2]。
  - サブタイトルの「〜About a rock star who was a swindler〜」とは日本語で「詐欺師だったあるロックスターについて」という意味である。
  - 間奏の語りは上杉によるもので、1人6役を同時再生しており、語りの内容は詞について言及しているが、それ以上は明かされていない。
2. Blind To My Heart
  - 2ndアルバム『時の扉』収録曲「Keep My Rock'n Road」以来の上杉の単独作曲作品。編曲は柴崎だが、間奏のアコースティック・ギターは上杉のアイデアである。

## 収録アルバム
- WANDS BEST 〜HISTORICAL BEST ALBUM〜 (#1、リミックスバージョン)
- BEST OF WANDS HISTORY (#1)
- complete of WANDS at the BEING studio (#1)
- BEST OF BEST 1000 WANDS (#1)

## レコーディング参加
- 黒瀬蛙一 - ドラム
- 渡辺直樹 - ベース
- 宇徳敬子 - コーラス
- 古井弘人 - マニピュレーター